# Tlaltenco (métro de Mexico)
Tlaltenco est une station de la ligne 12 du métro de Mexico. Elle est située avenue Canal del Acalote dans la division territoriale Tláhuac, à Mexico au Mexique.
Elle est mise en service en 2012. Le trafic de la ligne est suspendu, jusqu'à nouvel ordre depuis l'accident survenu sur la ligne le 4 mai 2021.

## Situation sur le réseau

Plan du métro.

Établie en surface, la station Tlaltenco, de la ligne 12 du métro de Mexico, est située entre la station Tláhuac, terminus est, et la station Zapotitlán, en direction du terminus ouest Mixcoac,.
Elle dispose de deux voies et un quai central.

## Histoire
La station Tlaltenco est mise en service le 30 octobre 2012, lors de l'ouverture à l'exploitation de la première section de la ligne 12 du métro de Mexico, longue de 24,5 km entre les terminus Mixcoac et Tláhuac.
Son nom doit être à proximité de San Francisco Tlaltenco, et se compose des mots : Tlalli, terre et Tentli : « Sur le bord de la terre » ou « Sur le bord des collines » et le logo actuel Il représente « arc » ou porte, bâtiment en pierre que le bureau a dû contrôler la circulation des marchandises qui allaient et venaient et Tetelco Mixquic stretch.
En 2014, le service est suspendu pendant plus de douze mois du fait de la découverte de problèmes structurels dans la partie aérienne de la ligne. Le 4 mai 2021, l'écroulement d'un viaduc de la section aérienne, lors du passage d'une rame, provoque un lourd bilan avec environ, 25 morts et 80 blessés. Le trafic est suspendu sur la ligne jusqu'à nouvel ordre.

## Services aux voyageurs

### Accès et accueil
Elle dispose de deux accès : le premier est situé au croisement des voiesCanal del Acalote et Victoría et le deuxième, au croisement des voies Canal del Acalote et Zacatenco. Elle est équipée d'escaliers et d'escaliers mécaniques et dispose, de deux ascenseurs pour les personnes à la mobilité réduite, et de plaques de guidages et d'informations en Braille pour les personnes malvoyantes. Elle dispose d'un cibercentro.

### Desserte
Ouverte : du lundi au vendredi à 5h, le samedi à 6h et les dimanches et jours fériés à 7h, Tláhuac est desservie par les rames de la ligne 12 du métro de Mexico, sur la relation Mixcoac - Tláhuac.

Installations
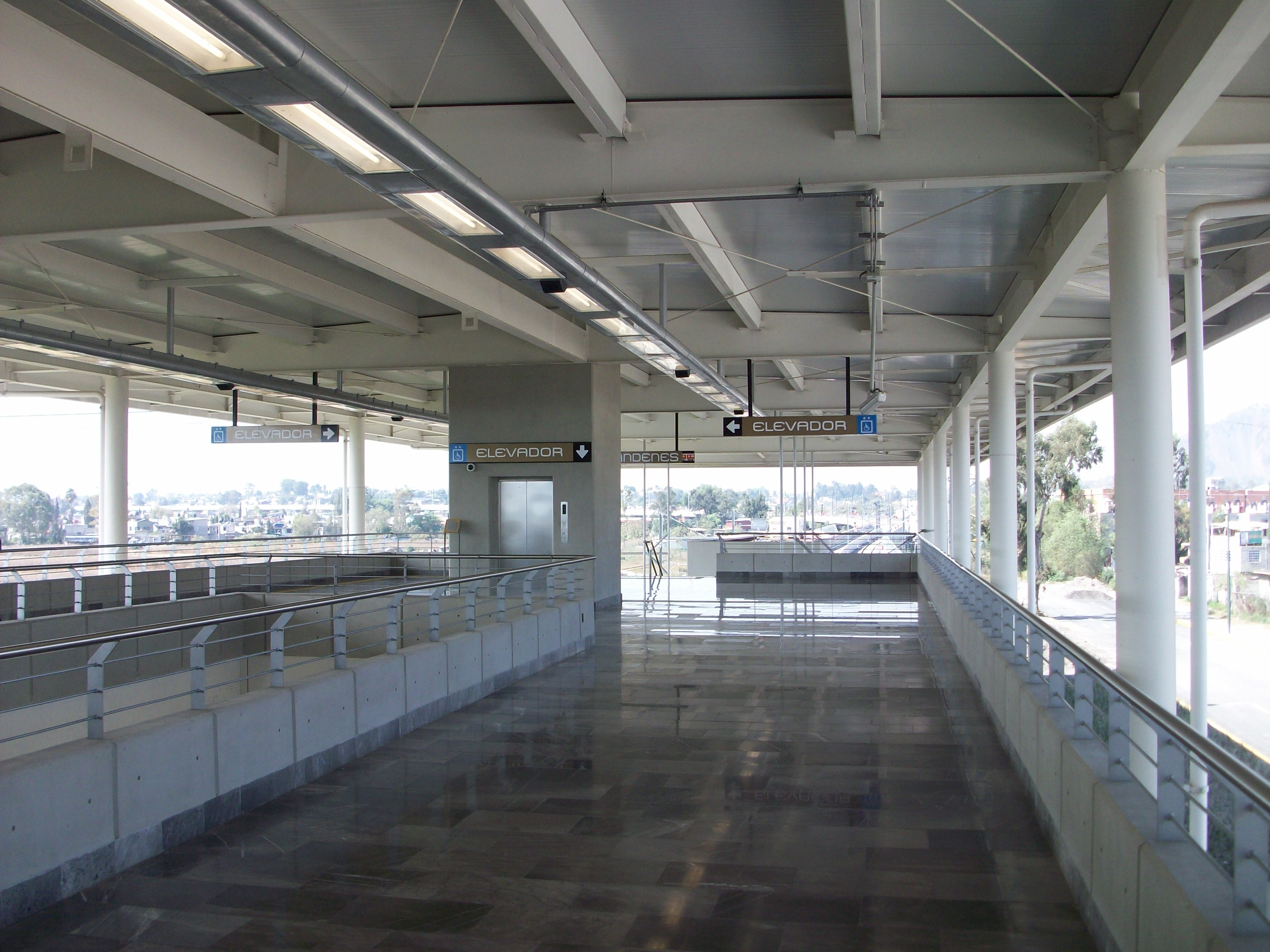
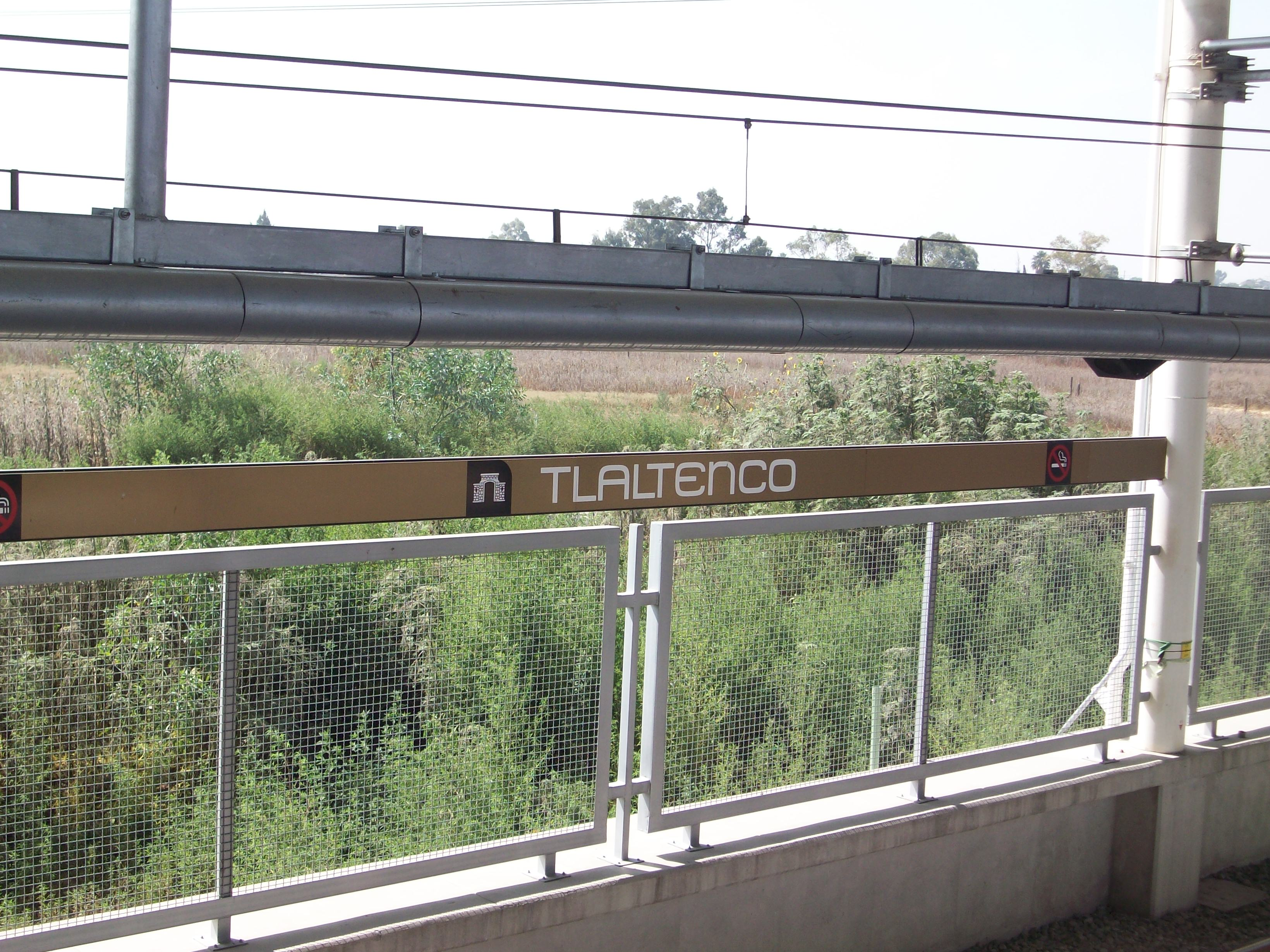

### Intermodalité
Pour le stationnement des véhicules, seules sont disponibles des places des deux côtés de l'avenue Canal Acalote.